# Kysané zelí

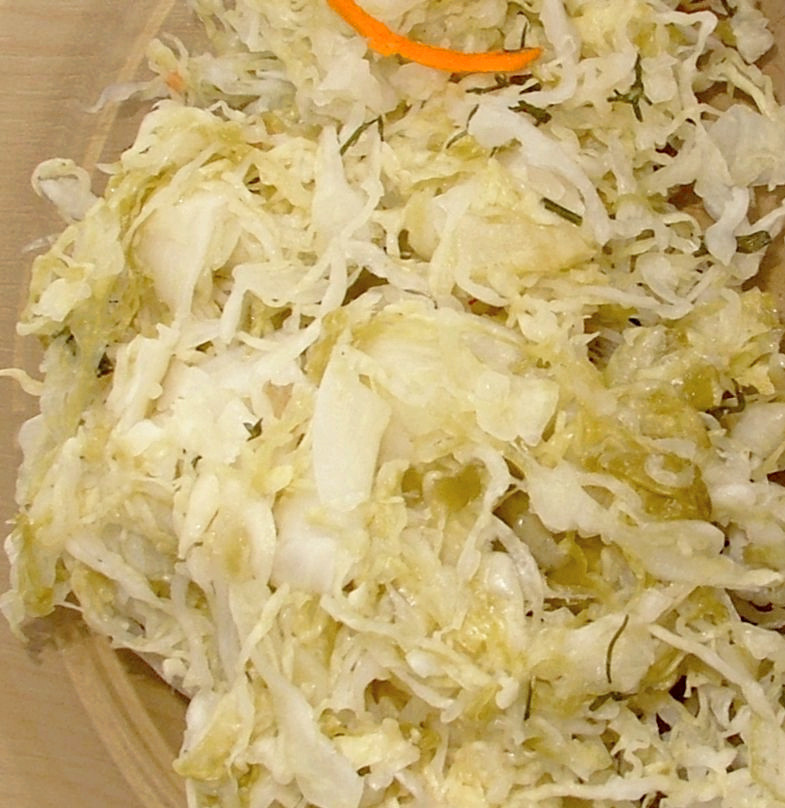
Kysané zelí

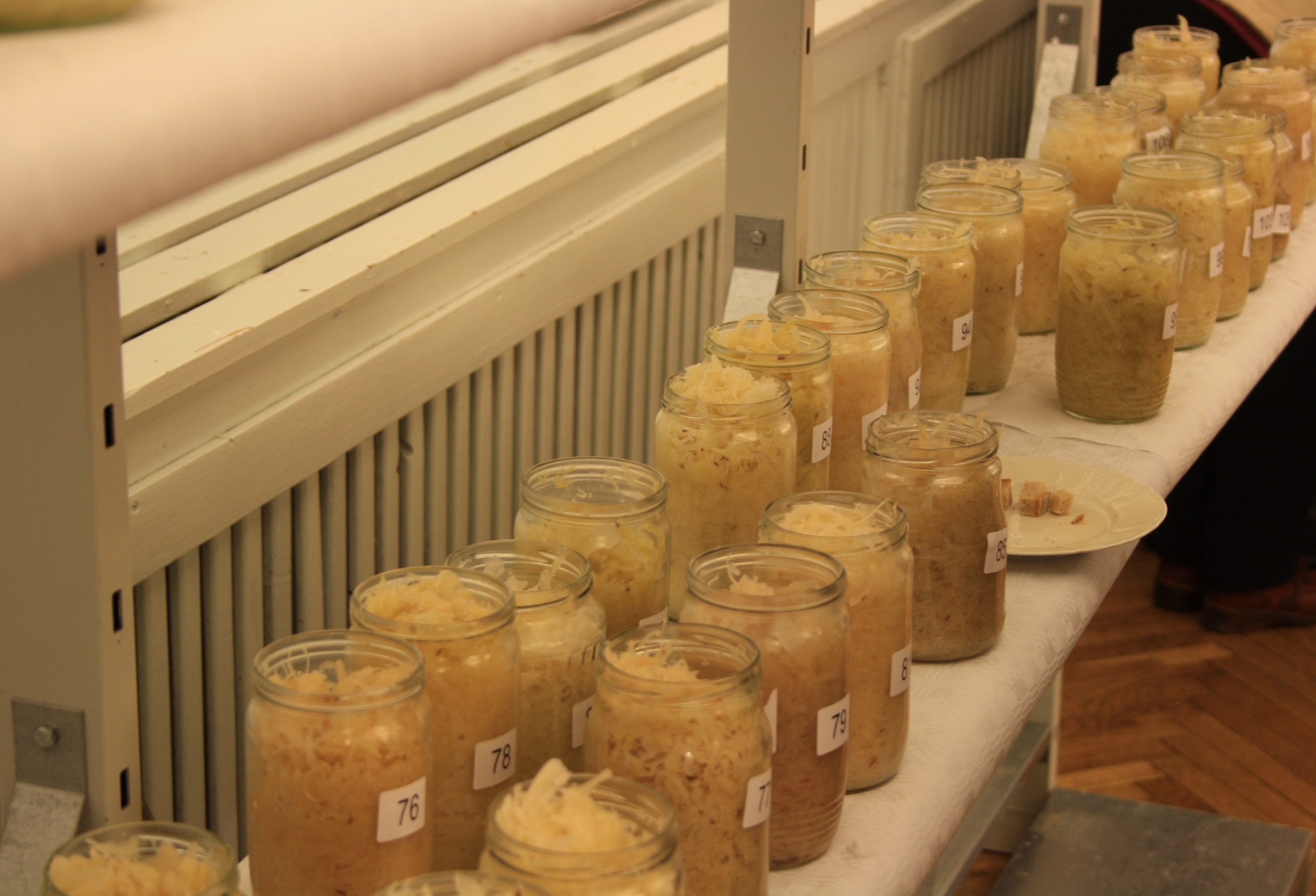
Vzorky kysaného zelí na zelofestu v Pohořelicích

Kysané zelí nebo také kyselé zelí či kvašené zelí je jemně nakrájené hlávkové zelí, které bylo zkvašeno za pomoci bakterií mléčného kvašení (Leuconostoc, Lactobacillus a Pediococcus). Má charakteristickou kyselou chuť způsobenou kyselinou mléčnou, která vznikla kvašením cukrů obsažených v nakrájeném zelí.

## Výroba
Pro kvašení se hodí zelí pozdní, které roste v pevných hlávkách a nemá silnou žilnatinu. Rané zelí není chuťově dobré a navíc se rychle kazí.
Tradičně je kysané zelí připravováno v keramickém hrnci, jehož uzávěr je tvořen kusem vlhké tkaniny, deskou a těžkým kamenem. Tento uzávěr není zcela vzduchotěsný a kysané zelí se kazí na styčné ploše nálevu, kde je kontakt se vzduchem. Alternativou, která se vyhne tomuto problému, je typ keramické nádoby, která má žlábek kolem jeho víka. Naplněním žlábku vodou se dosáhne vzduchotěsného uzávěru. Zelí je třeba do nádoby důkladně natlačit, aby v něm nezůstal žádný vzduch, protože kvašení by pak neproběhlo a zelí by se zkazilo. Ve velkovýrobě se zpravidla používají velké hermeticky uzavřené sudy vybavené ventilem, který umožňuje únik vzniklých plynů. Ať se používá jakákoliv metoda, je vždy nutné umožnit plynům vzniklým při kvašení uniknout.
Na povrchu může při kvašení vznikat bílý povlak – křís.

## Zdravotní přínos
Kysané zelí má významný zdravotní přínos. Je výborným zdrojem vitamínu C, bakterií kyseliny mléčné, v menší míře pak zdrojem vitamínu K a skupiny vitamínů B, minerálů jako draslík, vápník, fosfor, síra, hořčík či fluor. Kysané zelí podporuje tvorbu krve a hormonů, umožňuje lépe bojovat proti únavě a zvyšuje obranyschopnost organizmu. Pomáhá snižovat krevní tlak a zároveň aktivuje funkci střev a vylučování toxických látek. Má odvodňující účinek, a proto umožňuje rychlé odstraňování odpadních látek z těla.
Kysané zelí způsobuje silnou nadýmavost, je to dáno obsahem pro člověka nestravitelné rafinózy, která ve střevech produkuje plyny.
V dobách, kdy neexistovaly mražené potraviny a potraviny z jižní polokoule nebyly dostupné ve střední a severní Evropě, poskytovalo kysané zelí zdroj důležitých živin během zimy. Kysané zelí se skladovalo ve velikém množství už ve sklepích starých Řeků a Římanů a v 16. století bylo tak velice oblíbené, že si vysloužilo název „všelék“. Mělo svůj význam i v mořeplavbě – například bez něj by možná tehdy ani nebyla objevena Amerika,[zdroj?] neboť právě kysané zelí to bylo, jež napěchováno v sudech provázelo Kryštofa Kolumba na jeho plavbách[zdroj?] a chránilo námořníky před tolik obávanými kurdějemi. I kapitán Cook si s sebou na cesty brával zásoby kysaného zelí, které, díky obsahu vitamínu C, pomáhalo zabránit kurdějím. Německé námořnictvo v tomto pokračovalo dokonce i v dobách, kdy to britské přešlo na citróny.[zdroj?]

## Podobné potraviny
Kysané zelí, případně jeho způsob zpracování není čistě evropskou záležitostí. Můžeme jej například nalézt v podobě korejského kimčchi.